# Jałowe
Jałowe – wieś w Polsce położona w województwie podkarpackim, w powiecie bieszczadzkim, w gminie Ustrzyki Dolne.
W połowie XIX wieku właścicielami posiadłości tabularnej w Jałowem z Zamłyniem byli hr. Tomasz i Katarzyna Tomatis.
W latach 1975–1998 miejscowość administracyjnie należała do województwa krośnieńskiego

## Zabytki
- Cerkiew pw. Św. Mikołaja w Jałowem powstała w 1903 r. Jest orientowana, trójdzielna, o konstrukcji zrębowej, prawie w całości pokryta gontem. Od roku 1971 jest to kościół rzymskokatolicki pw. Wniebowzięcia Matki Bożej filialny w Parafii Matki Bożej Bieszczadzkiej w Jasieniu-Ustrzykach Dolnych[8].